# 向島洋らんセンター
向島洋らんセンター（むかいしまようらんセンター）は、広島県尾道市の向島にある洋ランの農業公園。
向島の南西部にある高見山の麓にある公園。洋ランの展示・販売および育て方の指導を行っており、JICAと提携し海外からの農業研修生を受け入れている。付帯施設として憩いの広場がある。入場無料。
地元の洋ラン農家で結成した農事組合法人オーキッド向島が指定管理者として管理する。

## 施設
- 主要施設

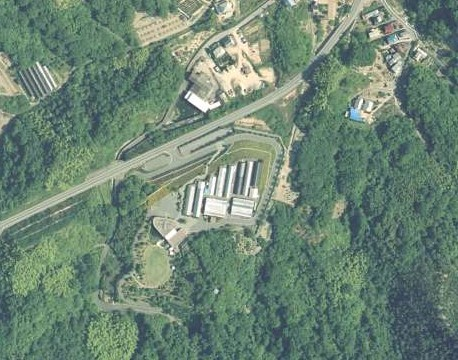
2005年。

  - 展示棟 - 洋ランのほかピアノも常設しておりイベント会場としても用いられる
  - 研修室 - 2部屋
  - 憩いの広場 - 敷地南東にある2,000m2ほどの芝生広場[2]
- 店舗
- 店舗
  - 洋ラン販売
  - オープンカフェPacu Pacu
- 開園時間 : 9時 - 17時
- 休園日 : 毎週火曜日
- 無料駐車場 : 55台分[2]

## 沿革
向島は温暖な瀬戸内海式気候と島の殆どが丘陵地で平地が少なくさらに北側に商業地尾道を控える特性から、戦後になって市場性の高い花の栽培が行われるようになった。洋ランの栽培が始まったのは1965年頃（昭和40年）で、シンビジウムを中心に栽培、1999年現在で生産者は30・年間に切花約6万本・鉢物約11万本を出荷している。
この周辺地域の産業の中心に造船業があるが不況の影響を受け易いため、1980年代広島県はそれに変わる産業として観光業に着目した。そして1989年（平成元年）海と島の博覧会開催、しまなみ海道が1990年代に整備されていく中で、県によって「園芸ベルト構想」が考えだされた。これはしまなみ海道に沿って、生口島（当時豊田郡瀬戸田町）にシトラスパーク瀬戸田、因島（当時因島市）に因島フラワーセンター、そして向島（当時御調郡向島町）にこの洋らんセンターを整備するというものであった。こうして1995年11月開園した。これら施設はしまなみ海道開通ブーム時には来園ピークを迎えたがその後は減少、そして平成の市町村大合併時には所在は揺れ、合併に伴い現在は3施設ともに尾道市が管理している。

## 交通
- 車
  - 西瀬戸自動車道向島ICから約5分[2]
  - 山陽自動車道福山西ICから約25分[2]
  - JR新尾道駅から車で約30分[2]